# 1170'erne
Århundreder: 11. århundrede – 12. århundrede – 13. århundrede
Årtier: 1120'erne 1130'erne 1140'erne 1150'erne 1160'erne – 1170'erne – 1180'erne 1190'erne 1200'erne 1210'erne 1220'erne
År: 1170 1171 1172 1173 1174 1175 1176 1177 1178 1179

## Begivenheder
- I 1172 blev Øm Kloster anlagt ved Ry mellem Silkeborg og Skanderborg af cisterciensermunke.
- Omkring 1176 opføres Gentofte Kirke i landsbyen Gentofte uden for København